# Unanimated
Az Unanimated svéd melodikus death metal melodikus black metal melodikus black/death metal együttes.
Eleinte 1988-tól 1996-ig működtek, majd 2007-től a mai napig. Feloszlásuk után a tagok több svéd együttesben is közreműködtek, például: Therion, Entombed, Dismember. 2007-ben újra összeálltak, és szerződést kötöttek a Regain Recordsszal. 2018-ban pedig a Century Media Recordsszal kötöttek szerződést.

## Diszkográfia
Stúdióalbumok
- In the Forest of the Dreaming Dead (1993)
- Ancient God of Evil (1995)
- In the Light of Darkness (2009)
- Annihilation (EP, 2018)[4]

Demók
- Rehearsal Demo 1990 (1990)
- Fire Storm (demo, 1991)

## Tagok
- Johan Bohlin - gitár (1988-1996, 2007-)
- Richard Cabeza - ének (1988-1991), basszusgitár (1990-1991, 1993-1996, 2007-)
- Micke Broberg - ének (1991-1996, 2007-)
- Set Teitan - gitár (2009-)
- Anders Schultz - dob (2011-)

### Korábbi tagok
- Tim Strandberg - basszusgitár (1988-1990)
- Peter Stjärnvind - dob (1988-1996, 2007-2011)
- Chris Alvarez - gitár (1988-1990)
- Jonas Mellberg - gitár (1991-1996)
- Daniel Lofthagen - basszusgitár (1993)
- Jocke Westman - billentyűk (1993)